# Zubaida Tharwat
Zubaida Tharwat (Alexandrië, 15 juni 1940 - 13 december 2016) was een Egyptisch actrice.

## Biografie
Tharwat begon haar carrière op 16-jarige leeftijd, nadat ze bekend werd omdat ze een schoonheidswedstrijd had gewonnen. In haar eerste film speelde ze naast Abdel Halim Hafez. Tharwat bleef acteren tot 1987 en speelde in haar leven vaak naast andere bekende Egyptische acteurs en actrices zoals Soad Hosny en Omar Sharif. 
Tharwat was vijf keer getrouwd. Ze kreeg vier dochters bij haar tweede man, de Syrische producent Sobhy Farahat.
- International Standard Name Identifier: 0000 0003 7478 0575
- Library of Congress Control Number: no2011011207
- Système universitaire de documentation: 078087929
- Virtual International Authority File: 196019043
- WorldCat: E39PBJyGVt9bCRpQK8FVyY3hHC